# Risod
Risod è una città dell'India di 27.519 abitanti, situata nel distretto di Washim, nello stato federato del Maharashtra. In base al numero di abitanti la città rientra nella classe III (da 20.000 a 49.999 persone).

## Geografia fisica
La città è situata a 19° 58' 0 N e 76° 46' 60 E e ha un'altitudine di 541 m s.l.m..

## Società

### Evoluzione demografica
Al censimento del 2001 la popolazione di Risod assommava a 27.519 persone, delle quali 14.275 maschi e 13.244 femmine. I bambini di età inferiore o uguale ai sei anni assommavano a 4.159, dei quali 2.150 maschi e 2.009 femmine. Infine, coloro che erano in grado di saper almeno leggere e scrivere erano 18.665, dei quali 10.800 maschi e 7.865 femmine.